# Puraśćarana
Puraśćarana – rodzaj sadhany (sadhana puraśćarana),
rytuał przygotowawczy w
tantryzmie hinduistycznym, poprzedzający recytację głównej mantry. Zadaniem tego rytuału jest właśnie uaktywnienie głównej mantry.
Puraścarana jest rytuałem wykonywanym indywidualnie.
Systematyczna praktyka puraśćarany umożliwia pełniejsze wykorzystanie błogosławieństwa otrzymanego przy inicjacji w mantrę (mantradikszy).
Najczęściej poprzedza się nim mantry typu mulamantra (podstawowa mantra bóstwa).
Bywa łączony z utrzymywaniem postu i najczęściej wymaga uprzednio sakralizacji miejsca praktyki.
Na puraśćaranę zwraca się szczególna uwagę w tradycjach hinduistycznego tantryzmu bengalskiego.

## Etymologia
Termin puraśćarana jest złożeniem dwóch słów:
1. puraś – z przodu, pierwszy
2. ćarana – stopa, krok.

Znaczenie bywa oddawane jako: pierwszy krok na drodze duchowości.

## Recepcja w literaturze tantryzmu
- Puraśćaranaratnakara.
- Puraśćaryarnawa
- Mahanilatantra
- Wajawijasamhita
- Kularnawa
- Kaulawalinirnaja

## Składniki
- Puraśćarana mantry zawierać może następujące praktyki:

1. dhjana na formie bóstwa
2. pudźa (śaktipudźa, w Bengalu szczególnie zalecana jest tu kumaripudźa)
3. dźapa (również w trzystopniowej odmianie)
4. homa (oblacje, ofiara ogniowa np. z ghi)
5. tarpana (ofiarowanie wody)
6. abhiszeka (kąpiel)
7. brahmanabhodźana (ofiarowanie pokarmu)
8. aghamarszana
9. surjaghja
10. dźalpana

Pierwsze trzy z tej listy są uważane za wystarczające do przeprowadzenia krótkiej wersji puraśćarany.
Ostatnie trzy to składniki, które polecane są jako dodatkowe w dziele Kaulawalinirnaja z XV w.
- Tradycja Swami Ramy uczy następujących pięciu faz puraśćarany[3]:

1. dźapa (powtarzanie mantry)
2. homa (składanie ofiar w ogniu)
3. tarpana (spryskiwanie się pobłogosławioną wodą)
4. marjana (sprysiwanie ciała wodą z naczynia do którego przywołano bóstwo mantry)
5. sadhakasewa (służba innym sadhakom)

Każdej z faz towarzyszy coraz mniejsza liczba powtórzeń mantry przez sadhakę (adepta).

## Lokalizacja
Miejsca polecane jako szczególnie pomyślne dla tego rytuału to:
- pod drzewem watta
- las
- miejsce kremacji
- opuszczony dom
- skrzyżowanie czterech dróg.